# Xylopsocus galloisi
Xylopsocus galloisi är en skalbaggsart som beskrevs av Pierre Lesne 1937. Xylopsocus galloisi ingår i släktet Xylopsocus och familjen kapuschongbaggar. Inga underarter finns listade i Catalogue of Life.